# Acmopolynema monicae
Acmopolynema monicae är en stekelart som beskrevs av Mathot 1968. Acmopolynema monicae ingår i släktet Acmopolynema och familjen dvärgsteklar. Inga underarter finns listade i Catalogue of Life.